# Hymenopus
Hymenopus (лат.) — род богомолов из семейства Hymenopodidae. Широко распространены в тропических лесах Юго-Восточной Азии.
Обитают в Индии, Таиланде, Индонезии, на Суматре, Яве, Борнео; один вид встречается в Китае.
Эти хищники во время охоты прячутся среди цветков растений. Их тела обладают окраской, позволяющей им скрываться на фоне цветков тропических растений, таких как орхидеи.
Могут содержаться и разводится в неволе. Популярны благодаря своей экзотической изменчивой расцветке.

## Классификация
На февраль 2020 года в род включают 3 вида:
- Hymenopus bicornis Latreille, 1807
- Hymenopus coronatoides Wang & et al., 1994
- Hymenopus coronatus Olivier, 1792 — Орхидейный богомол